# Хюгельсхайм
Хюгельсхайм (нем. Hügelsheim) — община в Германии, в земле Баден-Вюртемберг. 
Подчиняется административному округу Карлсруэ. Входит в состав района Раштат.  Население составляет 4891 человек (на 31 декабря 2010 года). Занимает площадь 14,97 км².